# Torneo del Interior B 2018
El Torneo del Interior B 2018 fue la décima cuarta edición de la segunda competencia de clubes del interior más importante de rugby en Argentina, después del Torneo de interior A.
Universitario (S) se consagró campeón al derrotar a Marabunta por 43 a 24.

## Forma de disputa
El torneo contó con cuatro zonas de 4 equipos. Se jugó todos contra todos a dos ruedas, dónde los 2 primeros avanzaron a la siguiente fase.

## Equipos
| Torneo     | Equipo                         | Ciudad              |
| ---------- | ------------------------------ | ------------------- |
| NOA        | Universitario (S)              | Salta               |
| NOA        | Santiago Lawn Tennis           | Santiago del Estero |
| Litoral    | Tilcara                        | Paraná              |
| Litoral    | Universitario de Rosario       | Rosario             |
| Cuyo       | Banco                          | Mendoza             |
| Cuyo       | Teqüe                          | Mendoza             |
| Córdoba    | San Martín Villa María         | Villa María         |
| Córdoba    | Jockey de Villa María          | Villa María         |
| Pampeano   | Comercial                      | Mar del Plata       |
| Pampeano   | Universitario de Bahía Blanca  | Bahía Blanca        |
| Pampeano   | Universitario de Mar del Plata | Mar del Plata       |
| Patagónico | Marabunta                      | Cipolletti          |
| Patagónico | Roca                           | General Roca        |
| NEA        | Sixty                          | Resistencia         |
| NEA        | Aranduroga                     | Resistencia         |
| Uruguay    | Trébol                         | Paysandú            |

### Distribución geográfica de los equipos
| Jurisdicción                     | Cant. | Equipos                                                               |
| -------------------------------- | ----- | --------------------------------------------------------------------- |
| Provincia de Buenos Aires        | 3     | Comercial, Universitario de Mar del Plata, Universitario Bahía Blanca |
| Provincia de Córdoba             | 2     | San Martín Villa María, Jockey de Villa María                         |
| Provincia de Mendoza             | 2     | Teqüe, Banco                                                          |
| Provincia de Chaco               | 2     | Sixty, Aranduroga                                                     |
| Provincia de Río Negro           | 2     | Marabunta, Roca                                                       |
| Provincia de Salta               | 1     | Universitario (S)                                                     |
| Provincia de Santa Fe            | 1     | Universitario de Rosario                                              |
| Uruguay                          | 1     | Trébol                                                                |
| Provincia de Santiago del Estero | 1     | Santiago Lawn Tennis                                                  |
| Provincia de Entre Ríos          | 1     | Tilcara                                                               |

## Primera fase

### Zona 1
| Equipos             | Encuentros | Encuentros | Encuentros | Encuentros | Puntos |
| Equipos             | PJ         | PG         | PE         | PP         | Puntos |
| ------------------- | ---------- | ---------- | ---------- | ---------- | ------ |
| Trébol              | 6          | 4          | 1          | 1          | 20     |
| Universitario (MDP) | 6          | 3          | 2          | 1          | 16     |
| San Martín (VM)     | 6          | 2          | 1          | 3          | 13     |
| Roca                | 6          | 1          | 0          | 5          | 5      |

### Zona 2
| Equipos              | Encuentros | Encuentros | Encuentros | Encuentros | Puntos |
| Equipos              | PJ         | PG         | PE         | PP         | Puntos |
| -------------------- | ---------- | ---------- | ---------- | ---------- | ------ |
| Jockey (VM)          | 6          | 6          | 0          | 0          | 27     |
| Santiago Lawn Tennis | 6          | 3          | 1          | 2          | 17     |
| Tilcara              | 6          | 2          | 0          | 4          | 8      |
| Aranduroga           | 6          | 0          | 1          | 5          | 3      |

### Zona 3
| Equipos            | Encuentros | Encuentros | Encuentros | Encuentros | Puntos |
| Equipos            | PJ         | PG         | PE         | PP         | Puntos |
| ------------------ | ---------- | ---------- | ---------- | ---------- | ------ |
| Teqüe              | 6          | 5          | 0          | 1          | 22     |
| Universitario (R)  | 6          | 3          | 0          | 3          | 16     |
| Sixty              | 6          | 3          | 0          | 3          | 14     |
| Universitario (BB) | 6          | 1          | 0          | 5          | 7      |

### Zona 4
| Equipos           | Encuentros | Encuentros | Encuentros | Encuentros | Puntos |
| Equipos           | PJ         | PG         | PE         | PP         | Puntos |
| ----------------- | ---------- | ---------- | ---------- | ---------- | ------ |
| Universitario (S) | 6          | 5          | 0          | 1          | 24     |
| Marabunta         | 6          | 4          | 0          | 2          | 19     |
| Banco             | 6          | 2          | 0          | 4          | 10     |
| Comercial         | 6          | 1          | 0          | 5          | 5      |

## Fase Final

### Cuadro de desarrollo
|  | Cuartos de final     | Cuartos de final |                     |           | Semifinales | Semifinales |  |                   | Final     | Final     |  |
|  | 5/5/2018             | 5/5/2018         |                     |           | 26/5/2018   | 26/5/2018   |  |                   | 30/6/2018 | 30/6/2018 |  |
|  |                      |                  |                     |           |             |             |  |                   |           |           |  |
|  |                      |                  |                     |           |             |             |  |                   |           |           |  |
|  | Teqüe                | 41               |                     |           |             |             |  |                   |           |           |  |
|  | Teqüe                | 41               |                     |           |             |             |  |                   |           |           |  |
|  | Santiago Lawn Tennis | 24               |                     |           |             |             |  |                   |           |           |  |
|  | Santiago Lawn Tennis | 24               |                     | Teqüe     | 7           |             |  |                   |           |           |  |
|  |                      |                  |                     | Teqüe     | 7           |             |  |                   |           |           |  |
|  |                      |                  | Universitario (S)   | 27        |             |             |  |                   |           |           |  |
|  | Universitario (S)    | 25               | Universitario (S)   | 27        |             |             |  |                   |           |           |  |
|  | Universitario (S)    | 25               |                     |           |             |             |  |                   |           |           |  |
|  | Universitario (R)    | 17               |                     |           |             |             |  |                   |           |           |  |
|  | Universitario (R)    | 17               |                     |           |             |             |  | Universitario (S) | 43        |           |  |
|  |                      |                  |                     |           |             |             |  | Universitario (S) | 43        |           |  |
|  |                      |                  | Marabunta           | 24        |             |             |  |                   |           |           |  |
|  | Trébol               | 12               | Marabunta           | 24        |             |             |  |                   |           |           |  |
|  | Trébol               | 12               |                     |           |             |             |  |                   |           |           |  |
|  | Marabunta            | 19               |                     |           |             |             |  |                   |           |           |  |
|  | Marabunta            | 19               |                     | Marabunta | 36          |             |  |                   |           |           |  |
|  |                      |                  |                     | Marabunta | 36          |             |  |                   |           |           |  |
|  |                      |                  | Universitario (MDP) | 14        |             |             |  |                   |           |           |  |
|  | Jockey (VM)          | 19               | Universitario (MDP) | 14        |             |             |  |                   |           |           |  |
|  | Jockey (VM)          | 19               |                     |           |             |             |  |                   |           |           |  |
|  | Universitario (MDP)  | 29               |                     |           |             |             |  |                   |           |           |  |
|  | Universitario (MDP)  | 29               |                     |           |             |             |  |                   |           |           |  |
|  |                      |                  |                     |           |             |             |  |                   |           |           |  |

| Campeón Universitario (S) |